# Hersiliola pallida
Hersiliola pallida är en spindelart som beskrevs av Kroneberg 1875. Hersiliola pallida ingår i släktet Hersiliola och familjen Hersiliidae. Inga underarter finns listade i Catalogue of Life.